# Johann Bätz
Johann Heinrich Hartmann Bätz (* 1. Januar 1709 in Frankenroda; † 13. Dezember 1770 in Utrecht) war ein deutsch-niederländischer Orgelbauer.

## Leben
Bätz wurde 1709 in Frankenroda/Thüringen geboren. Er erlernte bis 1733 das Orgelbauhandwerk bei Johann Christoph Thielemann in Gotha. Anschließend siedelte er in die Niederlande über, wo er bei Christian Müller für den Bau der Orgel der St.-Bavo-Kirche (Haarlem) angestellt war. 1739 eröffnete er seine eigene Werkstatt in Utrecht. Er schuf bis zu seinem Tod 1770 sechzehn Orgeln. Er begründete eine Familie von Orgelbauern, die in den Niederlanden etwa 60 Kirchenorgeln baute.

## Werke
| Jahr | Ort       | Kirche             | Manuale | Register | Bemerkungen                           |
| ---- | --------- | ------------------ | ------- | -------- | ------------------------------------- |
| 1761 | Gorinchem |                    |         |          |                                       |
| 1762 | Den Haag  | Lutherse Kerk      | III/P   | 50       |                                       |
| 1765 | Utrecht   | Doopsgezinde Kerk  |         |          | seit 1905 in der Vredeskerk (Katwijk) |
| 1768 | Woerden   | Petrikirche        |         |          |                                       |
| 1770 | Zierikzee | St. Lievens-Kirche |         | 56       | 1832 durch Brand zerstört.            |